# Christine Swane (dokumentarfilm)
Christine Swane er en dansk dokumentarfilm fra 1989 instrueret af Michael Kirkegaard.

## Handling
Christine Swane (1876-1960) er født i Kerteminde som søster til maleren Johannes Larsen. Hendes kunstneriske løbebane starter som en af de fynske malere. I 1910 giftede hun sig med Sigurd Swane. Ved skilsmissen efter 10 års ægteskab forlod hun fynboernes stil og fandt sin helt egen verden i maleriet. Lars Swane, søn af Christine og Sigurd Swane, fortæller til Erland Porsmose.